# Gáfete
Gáfete é uma vila portuguesa do Município do Crato sede da Freguesia de Gáfete, freguesia com 46,15 km² de área e 856 habitantes (censo de 2021), e, por isso, com uma densidade populacional de 14,9 hab./km².

## História
Gáfete detém a categoria de Vila. Foi sede de concelho entre 1688 e 1836. Este era constituído por uma freguesia e tinha, em 1801, 851 habitantes. A partir daí, passou a fazer parte do concelho de Alpalhão, onde se manteve até 1863.

## Demografia
A população registada nos censos foi:
| Distribuição da População por Grupos Etários | Distribuição da População por Grupos Etários | Distribuição da População por Grupos Etários | Distribuição da População por Grupos Etários | Distribuição da População por Grupos Etários |
| -------------------------------------------- | -------------------------------------------- | -------------------------------------------- | -------------------------------------------- | -------------------------------------------- |
| Ano                                          | 0-14 Anos                                    | 15-24 Anos                                   | 25-64 Anos                                   | > 65 Anos                                    |
| 2001                                         | 98                                           | 126                                          | 570                                          | 269                                          |
| 2011                                         | 64                                           | 50                                           | 453                                          | 289                                          |
| 2021                                         | 34                                           | 47                                           | 302                                          | 305                                          |

## Património
- Igreja Paroquial de Gáfete

Igreja Paroquial de Gáfete: Este interessante templo já existia no séc. XVI, sendo uma das igrejas do Priorado representadas no códice de Pedro Nunes Tinoco. Tem por orago São João Batista, patrono da vila de Gáfete. Sofreu modificações e acrescentamentos nos séculos XVII e XVIII. 